# Eduardo P. Cafferata
Eduardo Pedro Cafferata (Córdoba, 1938 - ibíd., 2019) fue un médico y político argentino.

## Biografía
Nació en la ciudad de Córdoba el 29 de junio de 1938. Obtuvo su título de médico en la Universidad Nacional.
En el año 1979, el comisionado municipal de dicha ciudad, Alejandro Gavier Olmedo, lo designó secretario de salud pública, cargo que ocupó hasta comienzos de 1982. Al ser nombrado interventor federal de la provincia el hasta entonces comisionado, Rubén J. Pellanda, Cafferata fue designado para sucederlo al frente de la municipalidad. 
Su gestión se extendió hasta el retorno de la democracia. El 10 de diciembre de 1983 entregó el poder al intendente electo, Ramón B. Mestre.
Posteriormente, siguió participando activamente en la política, fundando y presidiendo la Unión Vecinal de Córdoba. 
En 1991 apoyó la candidatura para intendente del radical Rubén A. Martí quien, tras ser electo, lo nombró secretario de participación vecinal y desarrollo humano, impulsando la sanción de la ordenanza N° 8851 referente a los centros vecinales. Presentó su dimisión en marzo de 1994, tras lo cual se jubiló y retornó a la actividad partidaria. Tras integrar durante años la alianza justicialista Unión por Córdoba, la Unión Vecinal de Córdoba en 2010 se fusionó con el partido Encuentro por Córdoba, formándose la agrupación llamada Encuentro Vecinal Córdoba.
Por otra parte, en las IV Jornadas Científicas (1987) del Círculo Médico de Córdoba —entidad fundada en 1910 y afiliada a la AMA—, presididas por Eduardo Pedro Cafferata junto con Carlos Reussi, fue el germen de la unión entre médicos de Argentina y Chile a través de la Asociación Médica Argentina y la Universidad de Valparaíso, respectivamente.
Falleció el 30 de mayo de 2019.